# Carl Krauch senior

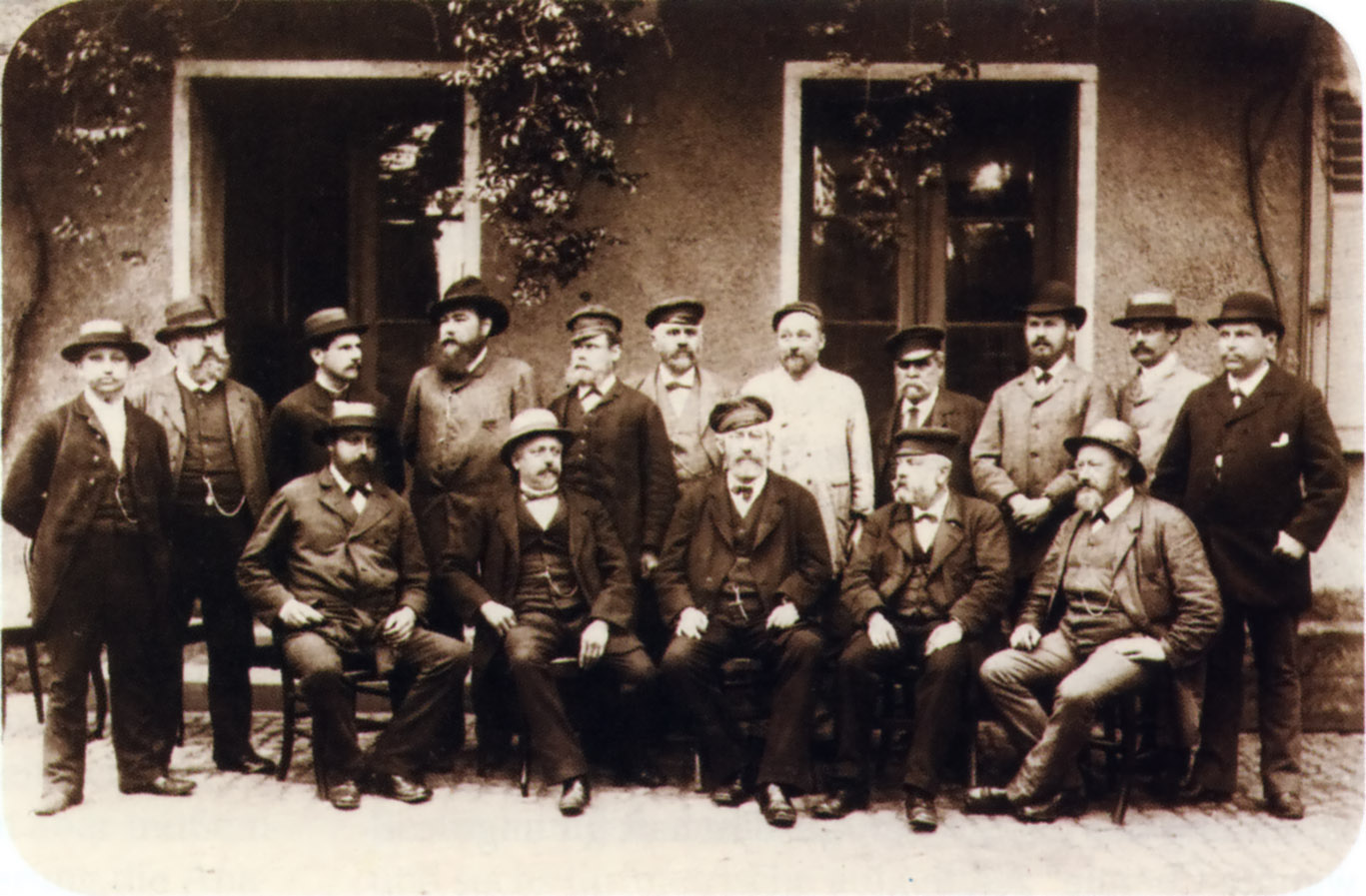
Carl Krauch 1886 (hintere Reihe, 5. von links), zusammen mit anderen Betriebsleitern der Firma Merck

Carl Krauch senior (* 9. April 1853 in Cleebronn; † 8. Juni 1934 in Cappel bei Öhringen) war ein deutscher Chemiker.

## Leben
Nach einer Lehre als Apotheker studierte Krauch ab 1874 an der Universität Erlangen als Privatassistent des dortigen Professors Albert Hilger Chemie und Pharmacie. Im Sommer 1877 beendete er das Studium erfolgreich mit der mündlichen Doktorprüfung in Chemie, Botanik und Agrikulturchemie und einer Doktorarbeit zum Thema Beiträge zur Kenntnis der ungeformten Fermente in den Pflanzen.
Anschließend war er fünf Jahre als Assistent einer landwirtschaftlichen Versuchsstation in Münster tätig. Am 1. November 1882 wechselte er als Kontrollchemiker zur Firma Merck.
Er testete im Labor mit anderen Kontrollchemikern Reagenzien und verglich diese. Dabei kam er zu dem Schluss, dass viele Unstimmigkeiten bei den Tests auf die Unreinheit der Stoffe zurückzuführen waren. 1888 brachte er das erste analytische Standardwerk mit dem Titel Die Prüfung chemischer Reagenzien auf Reinheit heraus, in dem Arbeitsanleitungen zur Reinheitsprüfung zu finden waren.
Anlässlich des 100sten Jahrestages dieser erstmaligen Standardisierung von analytischen Methoden stiftete die Firma Merck den Heinrich-Emanuel-Merck-Preis für Analytik.
Ab 1890 war Krauch Leiter der Abteilung, die für Milchsäure- und Buttersäure-Herstellung durch Fermentierung von Molke zuständig war. 1919 zog er sich aus dem Berufsleben zurück.
Sein Sohn Carl Krauch und sein Enkel Carl Heinrich Krauch wurden ebenfalls Chemiker.

## Weblink
- Krauch, Carl Christian. Hessische Biografie. (Stand: 9. April 2024). In: Landesgeschichtliches Informationssystem Hessen (LAGIS).